# Karl von Prantl
Karl Prantl, o anche Ritter von Prantl (Landsberg am Lech, 28 gennaio 1820 – Oberstdorf, 14 settembre 1888), è stato un filologo, filosofo e logico tedesco.

## Biografia
Nacque a Landsberg am Lech. Nel 1843 divenne dottore in filosofia all'Università di Monaco, dove fu nominato professore nel 1859. Fu anche membro delle Accademie di Berlino e di Monaco. In pieno accordo con la tradizione hegeliana, scrisseò Die gegenwärtige Aufgabe der Philosophie (1852) e Verstehen und Beurteilen (1877).
In queste opere sottolineò l'identità del soggettivo e dell'obiettivo della coscienza e il fatto che la percezione di questa unità è peculiare all'uomo. È più importante, però, come commentatore e studioso, e fece anche dei preziosi contribuiti allo studio di Aristotele, pubblicando i relativi testi Aristoteles über die Farben (1849), Aristotele acht Bücher der Physik (1857) e numerosi articoli.
Il suo lavoro più importante è la Geschichte der Logik im Abendland (Lipsia, 1855-1870). Christoph von Sigwart, nella prefazione alla prima edizione del suo libro Logic, lo menzionò per il suo contributo alla storia della logica.